# Menchikov à Beriozovo
Menchikov à Beriozovo (en russe : Меншиков в Берёзове) ou Menchikov à Beriozov est un tableau du peintre russe Vassili Sourikov. Le peintre Mikhaïl Nesterov considérait ce tableau comme son préféré parmi les tableaux de Sourikov.

## Histoire de la réalisation
Le tableau est peint en 1883. Il représente Alexandre Menchikov, le favori de Pierre Ier le Grand qui à la suite d'une intrigue de l'État est envoyé en exil en 1727 par un décret de Pierre II dans la ville de Beriozov (actuellement dénommée Beriozovo), dans le district de Khantys-Mansis. Dans ce tableau se manifestent les dons de Sourikov comme peintre-historien. Le critique d'art et critique musical Vladimir Stassov considérait les trois tableaux suivants de Sourikov comme une polyphonie chorale : Menchikov à Beriozovo, Le Matin de l'exécution des streltsy et La Boïarine Morozova.
L'idée de réaliser cette toile est apparue chez Sourikov durant une période de réflexion sur le passé chargé de la Russie et les différents basculements que son pays a connus durant son histoire.
Le moment de la concrétisation de son idée est décrit par l'un de ses biographes :

« L'été de cette année, Sourikov la passait avec sa famille près de Moscou à la rue Pererva. Le temps était à la pluie. Le peintre était assis dans une cabane de paysan devant un kiot d'icônes de vieux-croyants et feuilletait un livre d'histoire. Sa famille est rassemblée autour de la table en attendant l'arrivée du beau temps. Les vitres de la fenêtre sont rendues opaques par la pluie, il commence à faire froid. Pour on ne sait quelle raison, l'artiste se souvient soudain de la Sibérie, de la neige, quand on ne sortait pas pour chasser. La Sibérie, son enfance et son destin extraordinaire se sont présentés à son esprit en un seul trait. Et alors lui est apparu quelque chose qui lui était familier, comme s'il avait déjà vu cette pluie, cette fenêtre et ces icônes et le groupe pittoresque autour de la table. « Mais quand était-ce et où ? » se demande-t-il, et tout à coup tout s'éclaire dans sa tête : Menchikov ! Menchikov à Beriozovo !. Il me le représente immédiatement dans tous les détails comme pour peindre le tableau. »

La peinture a été exposée pour la première fois en 1883 lors de la XIe exposition des Ambulants et a reçu un accueil enthousiaste des admirateurs de Sourikov.

## Description

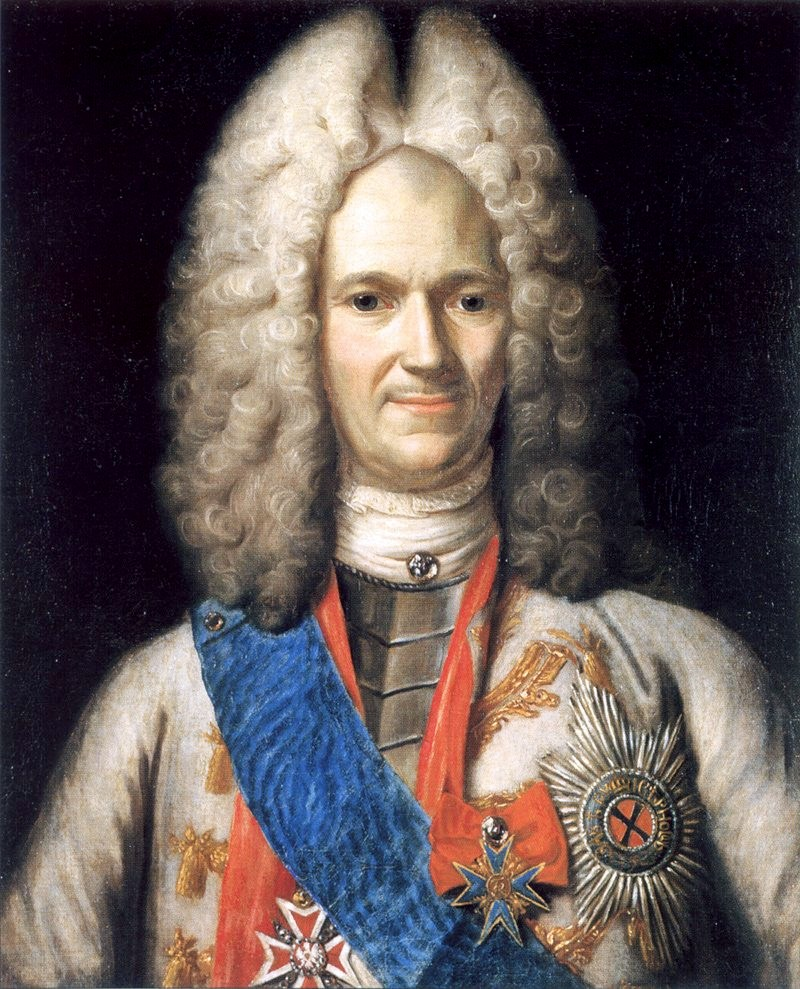
Portrait d' Alexandre Danilovitch Menchikov (1716-1720)

Menchikov est représenté avec ses enfants qui symbolisent les changements de générations. Tous les personnages du tableau sont immergés dans des réflexions sur le passé, Menchikov lui-même revit ce passé dans sa mémoire. La crédibilité historique du tableau est renforcée par les vêtements des personnes, par le décor de l'isba conforme à l'époque de  Pierre II.
Menchikov est représenté sur la toile comme une personnalité historique brillante, sorti du peuple et au destin brillant qui se termine par un coup d'État à une époque autocratique. Les enfants sont peints de manière expressive ; la fille aînée, Maria, serrée près de son père pense à un passé qui est déjà loin, le fils Alexandre retire machinalement la cire du bougeoir, la cadette, Alexandra, se plonge dans la lecture d'un air rêveur.

## Critiques
L'historien d'art français Louis Réau note que Sourikov disait : « Je ne comprends pas les actions des personnages isolés sans le peuple, sans la foule : il faut que je les traîne dans la rue. » Menchikov à Beriozovo donne au moins une fois un démenti à cette remarque du peintre. Sans doute est-ce la Sibérie qui l'attira vers ce sujet tout à fait isolé dans son œuvre.
Le critique Peter Leek observe que c'est la force des liens familiaux qui permet aux personnages de se maintenir malgré la perte de leurs anciennes prérogatives. Picturalement, ils sont aussi expressifs que les personnages des œuvres plus vastes de Sourikov.